# Abdelmajid Dolmy
Abdelmajid Dolmy (Casablanca, 19 april 1953 – 27 juli 2017) was een Marokkaans profvoetballer die doorgaans als middenvelder speelde. Hij kwam vrijwel z'n gehele carrière uit voor Raja Casablanca. Dolmy maakte tussen 1974 en 1988 ook deel uit van het Marokkaans voetbalelftal en won met zijn land de Afrika Cup 1976. Ook bereikte hij met Marokko de achtste finale op het wereldkampioenschap voetbal van 1986. Hij stierf in 2017.

## Carrière
In 2006 werd Dolmy door de Confederation of African Football (CAF) uitgeroepen tot een van de beste 200 Afrikaanse voetballers van de laatste 50 jaar.
Dolmy kwam 140 wedstrijden uit voor zijn land.
Hij werd 64 jaar oud.